# Universidad Nacional de Educación Enrique Guzmán y Valle
La Universidad Nacional de Educación Enrique Guzmán y Valle (UNE), conocida como la Cantuta, es una universidad pública del Perú, orientada en la formación de docentes profesionales, profesionales en las ciencias empresariales y la dación de diversos posgrados. 
Se cuenta por tradición que su génesis se enlaza con el establecimiento en el 6 de julio de 1822 como Escuela Normal Central de Varones, fundada por el libertador José de San Martín. Por eso su aniversario llega a coincidir con la celebración del Día del Maestro en el Perú.

## Historia
La historia de la Universidad Nacional de Educación se remonta al 6 de julio de 1822, cuando el Libertador José de San Martín, por Decreto Supremo, creó la primera Escuela Normal de Preceptores, fecha que dio lugar a la celebración del Día del Maestro.
Inaugurada oficialmente dos meses después, inició su fecunda y azarosa vida como forjadora de preceptores para los primeros años del Perú independiente. Su primer director fue el ciudadano inglés Diego Thompson, quien implantó el modelo educativo llamado sistema lancasteriano en la preparación de los maestros. De acuerdo con este sistema, los alumnos más avanzados se convertían en monitores y contribuían mediante la práctica en el aula a la mejor formación de sus condiscípulos.
En 1850, durante el gobierno de don Ramón Castilla, reinicio sus actividades educativas con la denominación de Escuela Normal Central de Lima. En 1871 modificó su nombre por Escuela Modelo de Instrucción Primaria; y en 1905, durante el gobierno de José Pardo y Barreda, se transforma en Escuela Normal de Varones de Segundo Grado. El ilustre educador José Antonio Encinas se formó en sus aulas. Egreso en 1906 y años más tarde retornó para ejercer la docencia (1911-1923). El insigne maestro es autor de la obra pedagógica Un ensayo de la escuela nueva en el Perú.
En 1929, durante el gobierno de Augusto B. Leguía, se le dio el nombre de Instituto Pedagógico Nacional de Varones, y este amplió su cobertura de profesionalización a la formación de maestros de Educación Secundaria.
En 1951, asumió la responsabilidad de formar profesores de Educación Técnica y suscribió un acuerdo con el Servicio Cooperativo Peruano Norteamericano de Educación (SECPANE), que hizo posible la construcción de la actual ciudad universitaria.
El 6 de julio de 1953, inició sus labores académicas como Escuela Normal Central de Varones en su nueva sede, en La Cantuta, Chosica. Luego, en 1955, se convirtió en Escuela Normal Superior Enrique Guzmán y Valle, nombre en homenaje a quien fuera el primer profesor peruano que asumió su dirección entre 1919 y 1923.
A partir de 1955 esta institución se desarrolló significativamente, y produjo importantes cambios curriculares que contribuyeron al sistema educativo peruano, como la concepción del currículo integral, que remarco la excelencia académica en la formación de los maestros. Por dichos méritos, la Ley 12502 le dio jerarquía universitaria.
En 1956 implantó el régimen de profesionalización para docentes en ejercicio sin título pedagógico. Fue la primera institución en brindar este servicio al magisterio nacional. En 1965, ratificando una vez más su significativo aporte a la educación del país, por Ley 15519 se convirtió en Universidad Nacional de Educación, hecho que se concretó 2 años después, el 23 de mayo de 1967.
El 23 de mayo de 1967, la Comisión Organizadora pone en vigencia el Estatuto de la Universidad Nacional de Educación se reconoce tres Facultades: Facultad de Pedagogía, Facultad de Ciencias y Humanidades y la Facultad de Estudios Tecnológicos.
Diez años más adelante, el 20 de febrero de 1977, cuando Perú soportaba una dictadura militar, la UNE fue recesada, paralizando sus actividades académicas, hasta que, con el retorno de la democracia, el presidente Fernando Belaúnde reabrió sus puertas el 28 de julio de 1980.
En mayo de 1991, tras una frustrada visita del presidente de la república al claustro, la ciudad universitaria es ocupada por un destacamento del ejército peruano y se establece una base militar en el campus de la UNE. Similar maniobra se realiza en otras universidades públicas del país. Esta situación se mantendrá hasta 1999.
El 18 de julio de 1992, durante la presidencia de Alberto Fujimori, tuvo lugar el incidente conocido como la masacre de la Cantuta. Un profesor universitario y nueve estudiantes fueron secuestrados y más tarde asesinados por el destacamento Grupo Colina.
En 1995, la alma mater del Magisterio Nacional, conjuntamente con la Universidad Decana de América, es nuevamente intervenida por el gobierno de turno. Sus legítimas autoridades fueron suprimidas y se instaló una comisión reorganizadora, por mandato de la Ley 26457.
El 5 de noviembre del 2000, la UNE, después de 5 años de dictadura, es gobernada por el Comité Transitorio de Gobierno designado por la Asamblea Nacional de Rectores al amparo de la Ley n.º 27366.
En 2019, la Universidad Nacional de Educación, casa de estudios especializada en Educación, obtiene el licenciamiento institucional por parte de la SUNEDU, por un periodo de seis años.
La actual rectora es Lida Asencios Trujillo.

## Estudios
La Universidad Nacional de Educación Enrique Guzmán y Valle, la Cantuta, cuenta con siete facultades, treinta y una escuelas profesionales, una escuela de posgrado y un centro de idiomas.
También cuenta entre sus servicios universitarios con una biblioteca central, distribuida en tres salas: Ciencia y Tecnología, Humanidades y de Tesis. Tiene un centro de salud y librería universitaria y, por último, el Centro de Estudios Preuniversitarios de la UNE (CEPRE-UNE), ubicado en Chosica y La Molina.
| Pregrado                                                                    | Pregrado |
| --------------------------------------------------------------------------- | --- |
| Facultad de Agropecuaria y Nutrición                                        | - Agropecuaria - Desarrollo Ambiental - Industria Alimentaria y Nutrición - Nutrición Humana |
| Facultad de Ciencias                                                        | Escuelas Profesionales Ciencias Naturales (departamentos académicos) - Biología (especialidades) - Biología - Ciencias Naturales - Biología - Informática - Física (especialidades) - Física - Matemática) - Química (especialidades) - Química - Ciencias Naturales - Química - Física y Biología Matemática e Informática (especialidades) - Informática - Matemática - Matemática e Informática |
| Facultad de Ciencias Empresariales, con sede en el Campus Empresarial Rímac | - Administración de Empresas - Administración de Negocios Internacionales - Gastronomía - Turismo y Hotelería |
| Facultad de Ciencias Sociales y Humanidades                                 | - Educación artística: Artes Plásticas - Teatro - Música - Educación Intercultural Bilingüe: Lengua Española - Educación Intercultural Bilingüe: Literatura - Filosofía - Geografía - Historia - Inglés - Francés - Francés- Inglés - Inglés - Italiano - Inglés- alemán - Lengua Española - Literatura - Literatura - lengua española - Lengua Española - Inglés - Psicología |
| Facultad de Educación Inicial                                               | - Educación Inicial |
| Facultad de Pedagogía y Cultura Física                                      | - Educación Básica Alternativa (especial) - Educación Física - Educación Primaria |
| Facultad de Tecnología                                                      | - Artes Industriales - Automatización Industrial - Construcción Civil - Construcciones Metálicas - Diseño Arquitectónico e Industrial - Ebanistería y Decoración - Electricidad - Electrónica e Informática - Fuerza Motriz - Mecánica de Producción - Metalurgia - Soldadura Industrial - Tecnología del Vestido - Tecnología Textil - Telecomunicaciones |
| Posgrado                                                                    | |
| Maestrías                                                                   | - Ciencias del Deporte - Didáctica de las Ciencias Naturales - Didáctica de las Ciencias Sociales - Didáctica de la Comunicación - Docencia Universitaria - Educación Alimentaria y Nutrición - Educación Ambiental y Desarrollo Sostenible - Educación Intercultural Bilingüe - Educación Matemática - Educación Tecnológica - Enseñanza del inglés como Lengua Extranjera - Evalucaión y Acreditación de la Calidad Eductaiva - Gestión Educacional - Problemas de Aprendizaje - Administración - Gestión Pública - Gestión en Turismo y Hotelería |
| Doctorados                                                                  | - Ciencias de la Educación - Psicología Educacional y Tutorial |

## Investigación
- Instituto de Investigación de la UNE (IIUNE)

## Clasificaciones académicas
En los últimos años se ha generalizado el uso de clasificaciones universitarias internacionales para evaluar el desempeño de las universidades a nivel nacional y mundial. Siendo estas clasificaciones académicas las que ubican a las instituciones de acuerdo a una metodología científica de tipo bibliométrica que incluye criterios objetivos medibles y reproducibles, tomando en cuenta por ejemplo: la reputación académica, la reputación de empleabilidad para los egresados, la citas de investigación a sus repositorios y su impacto en la web. Del total de noventa y dos universidades licenciadas en el Perú, la Universidad Nacional de Educación Enrique Guzmán y Valle se ha ubicado regularmente dentro de los cuarenta primeros lugares a nivel nacional en determinadas clasificaciones universitarias internacionales.